# Mirjana Kasapović
Mirjana Kasapović (Sarajevo, 19. rujna 1956.) hrvatska je politologinja.

## Životopis
Osnovnu i srednju školu završila je u Varešu. Diplomirala je na Fakultetu političkih znanosti Sveučilišta u Zagrebu 1979. godine, te magistrirala i doktorirala na istom fakultetu, 1984. odnosno 1990. godine. Od 2001. do odlaska u mirovinu 2021. redovita je profesorica na matičnom fakultetu. Autorica ili suautorica je većeg broja knjiga, te većeg broja stručnih članaka. Jedan je od vodećih hrvatskih stručnjaka za komparativnu politiku, izborne sustave, konsocijacijsko političko uređenje, Bosnu i Hercegovinu, te Bliski istok, posebno Izrael, Palestinsku samoupravu, Libanon i Cipar. Uz znanstveni rad bavi se i novinarstvom, objavljuje članke o dnevnopolitičkim temama u dnevnom i tjednom tisku (Globus EPH/Hanza medije, te Obzor Večernjeg lista Styrie).
Dobitnica je državne nagrade za znanost za 2005. za knjigu Bosna i Hercegovina: podijeljeno društvo i nestabilna država i 2010. za knjigu Politički sustav i politika Izraela.

## Djela
- Omladina u delegatskom sistemu, Centar društvenih djelatnosti SSOH, Zagreb, 1982. (suautori I. Grdešić, J. Grgić Bigović, V. Ilišin)
- Interesi i ideje u SKJ, Fakultet političkih znanosti; Informator, Zagreb, 1989. (suautori I. Grdešić, I. Šiber)
- Izborni i stranački sustav Republike Hrvatske, Alinea, Zagreb, 1993.
- Demokratska tranzicija i političke stranke, Fakultet političkih znanosti, Zagreb, 1996.
- Wahlsysteme und Systemwechsel in Osteuropa, Leske + Budrich, Opladen, 1996. (suautor D. Nohlen).
- Izborni sustavi u Istočnoj Europi,  Friedrich Ebert Stiftung, Zagreb, 1996. (suautor D. Nohlen).
- Birači i demokracija. Utjecaj ideoloških rascjepa na politički život, Alinea, Zagreb, 1998. (suautori I. Šiber, N. Zakošek)
- Izborni leksikon, Politička kultura, Zagreb, 2003.
- Lokalna politika u Hrvatskoj, Fakultet političkih znanosti, Zagreb, 2004. (suautori Z. Petak, D. Lalić)
- Bosna i Hercegovina: podijeljeno društvo i nestabilna država, Politička kultura, Zagreb, 2005.
- Politički sustav i politika Izraela, Politička kultura, Zagreb, 2010.
- Kombinirani izborni sustavi u Europi 1945-2014, Plejada, Zagreb, 2014.
- Bliski istok: politika i povijest (ur.), Političke analize, Zagreb, 2016.
- Bosna i Hercegovina 1990. – 2020. – rat, država i demokracija. Školska knjiga, Zagreb, 2020.